# Pan American Judo Confederation
De Pan American Judo Confederation (PJC) is de judo-organisatie voor judobonden op het Amerikaanse continent. De federatie is een van de vijf takken van de International Judo Federation. Bij de PJC zijn de meeste judobonden van het continent aangesloten. De PJC werd in 2009 opgericht en verving de Pan American Judo Union (PJU).